# Macizo de Montcalm
El macizo de Montcalm es un macizo de los Pirineos, a caballo entre el departamento de Ariège en Francia y la comarca de Pallars Sobirà en Cataluña. Culmina a 3143 m de altitud en el pico de Estats. Es un macizo bastante complejo que presenta numerosas crestas rocosas, ofreciendo múltiples rutas de montañismo.

## Geografía
El macizo de Montcalm, como muchos macizos altos de los Pirineos, no está muy bien delimitado. Limita al este con el macizo de Aston (tomado en su sentido más amplio), al norte con el macizo de Bassiès. Limita al este con el arroyo Soulcem y al norte con el arroyo Artigue.

### Topografía

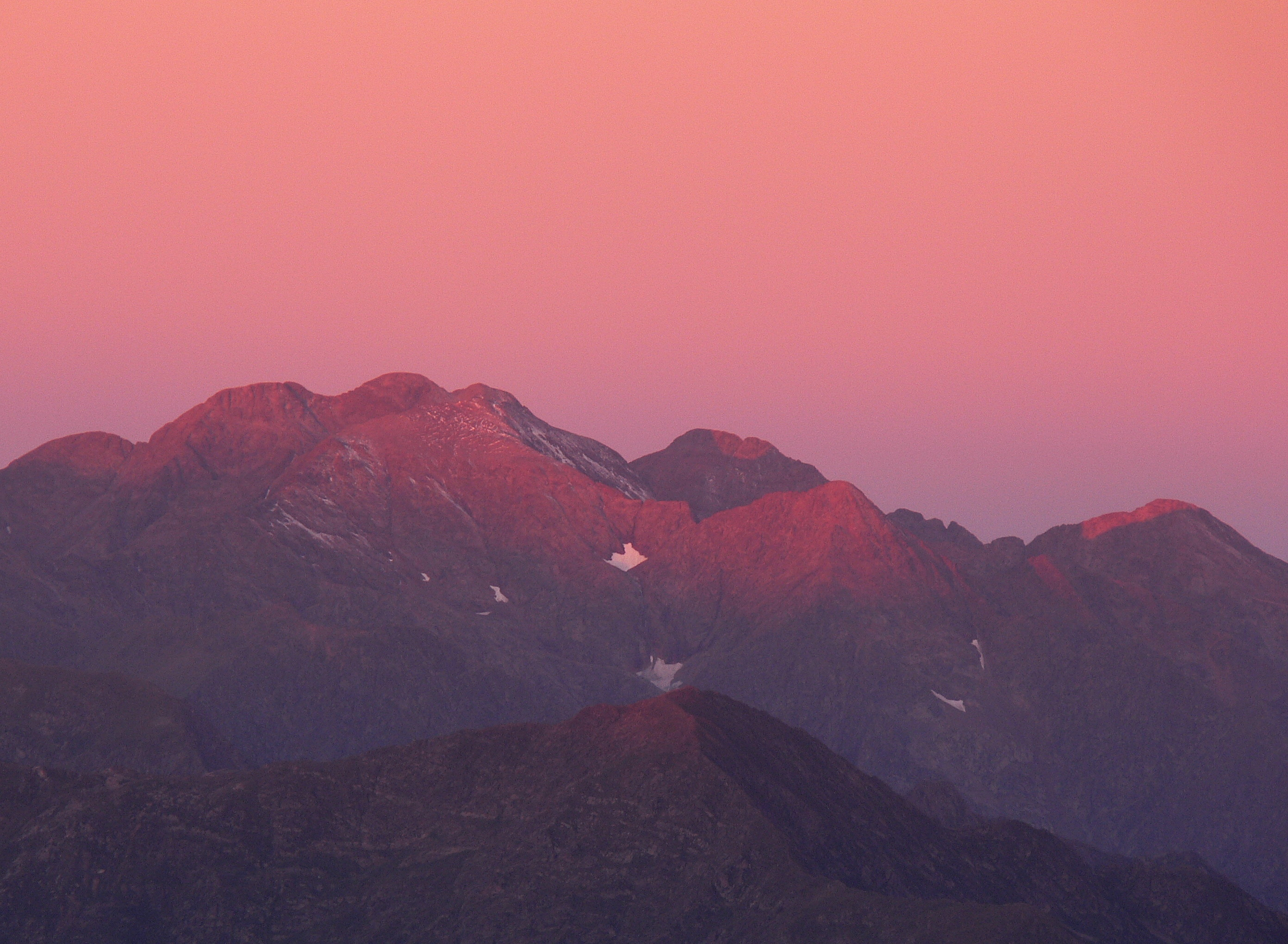
El macizo de Montcalm al amanecer.

Este macizo incluye tres picos por encima de los 3 000 m, y algunos picos secundarios que también superan los 3 000 m. El punto más alto del macizo, el pico de Estats, a caballo entre la frontera franco-española, constituye el punto más alto de Cataluña. En el centro del macizo se alza el pico de Montcalm que es el pico más alto situado íntegramente en el territorio de Ariège, y que es también la cumbre de más de 3 000 m más oriental de la cadena pirenaica. Como tal, el macizo de Montcalm es, por tanto, el más oriental de la cadena de los Pirineos al culminar a más de 3 000 m, antes de que la cadena descienda gradualmente hacia el mar Mediterráneo. La orientación de la cordillera fronteriza franco-española a su paso por el macizo es prácticamente norte-sur. Son por tanto las caras occidentales del Pic d'Estats y del Pic du Port de Sullo las que son españolas.
Aunque da nombre al macizo (en el lado francés), el Pic du Montcalm no es el punto más alto del macizo. El pico de Estats lo supera en unos sesenta metros. Sin embargo, visto desde Auzat, en el valle de Vicdessos, es el pico de Montcalm el que aparece dominando, proyectando varios impresionantes espolones a una altitud de más de 1800 m.
Picos principales:
- Pica d'Estats, 3143 m;
- Pico Montcalm, 3077 m;
- Pico de Sotllo, 3072 m;

Picos secundarios:
- Pico Verdaguer, 3131 m;
- Punta de Gabarró 3115 m;
- Pico Rodó de Canalbona, 3004 m.

### Clima
La línea divisoria de aguas con orientación norte-sur, que une el pico Trois Seigneurs, el puerto de Lers, el pico Rouge de Bassiès y la cresta fronteriza del macizo de Montcalm, que separa así Couserans del país de Foix, representa una frontera climática entre un Subclima atlántico gascón al oeste y subclima de transición atlántico-mediterráneo al este. En la alta cadena, la diferencia entre estos dos climas se caracteriza sobre todo por pastos menos verdes en el lado del País de Foix a finales de verano, siendo la tipología de la vegetación idéntica en ambos lados. La verdadera transición entre clima atlántico y mediterráneo se sitúa más al este, en una línea divisoria de aguas entre las cuencas del Ariège (hacia el Atlántico) y del Aude (hacia el Mediterráneo), con marcadas diferencias en la vegetación.